# 哈不慎台吉
哈不慎台吉（?—?），又作来三兀儿、赉桑固尔，孛儿只斤氏，明代漠南蒙古右翼永谢布万户喀喇沁部领主。他是达延汗三子巴尔斯博罗特之孫，昆都力哈的第三子。
哈不慎在张家口东北边外大沙、三间房驻牧，拥兵数万，东部与左翼察哈尔部相邻。隆庆五年（1571年），明朝和俺答汗达成封贡协议，明朝封他为指挥佥事。和明朝互市于张家口。隆庆六年（1572年），昆都力哈死后，他二哥青把都儿台吉统领喀喇沁部，哈不慎和他有矛盾，常常单独行动。有时和察哈尔部土蛮汗、黑石炭、速把亥、长昂等拥兵至山海关前，联合袭击明朝辽东、蓟镇。明朝革除他的市赏。后来他多次请求，发誓不再犯边，才恢复互市。万历十五年（1587年），哈不慎病愈之后，又与明军摩擦。他有六个儿子：大成台吉、歹安台吉、土在台吉、矮言兔台吉、雪腊不艮台吉、阿拜。

### 文献
- 《明史·外国传八·鞑靼》
- 《蒙古源流》